# Dodge Journey
La Dodge Journey è una Crossover SUV prodotta dalla casa automobilistica statunitense Dodge dal 2008 al 2020.

## Il contesto
L'autovettura nasce come erede della Chrysler Pacifica. Viene inizialmente commercializzata sia negli Stati Uniti d'America che in Europa con marchio Dodge, lasciando poi il vecchio continente verso la fine del 2010, nel quale viene sostituita dalla Fiat Freemont. Tale operazione è frutto della riorganizzazione strategica globale di Chrysler Group dopo l'acquisizione di esso da parte di Fiat SpA. Con tale strategia infatti, il brand Dodge sparisce dal mercato europeo, per concentrarsi su quello nordamericano ed espandersi in quello sudamericano.
La vettura viene sviluppata sullo stesso pianale delle Dodge Avenger, Chrysler Sebring e Mitsubishi Lancer, e ne condivide anche in parte i motori, ovvero i GEMA da 2.4, 2.7 e 3.5 litri (solo per il mercato statunitense). Fino al 2010, il V6 offerto in Nord America è stato da 3,5 litri abbinato ad un cambio automatico a sei marce, che produce 235 CV (175 kW) e 315 Nm di coppia. Nel 2011, tale motore è stato cambiato con il nuovo V6 Pentastar da 3.6 litri, che produce 283 CV (211 kW) e 350 Nm di coppia. La trazione integrale resta disponibile solo con il V6. Dal 2009 è anche disponibile un cambio a doppia frizione robotizzato.

## Restyling 2011

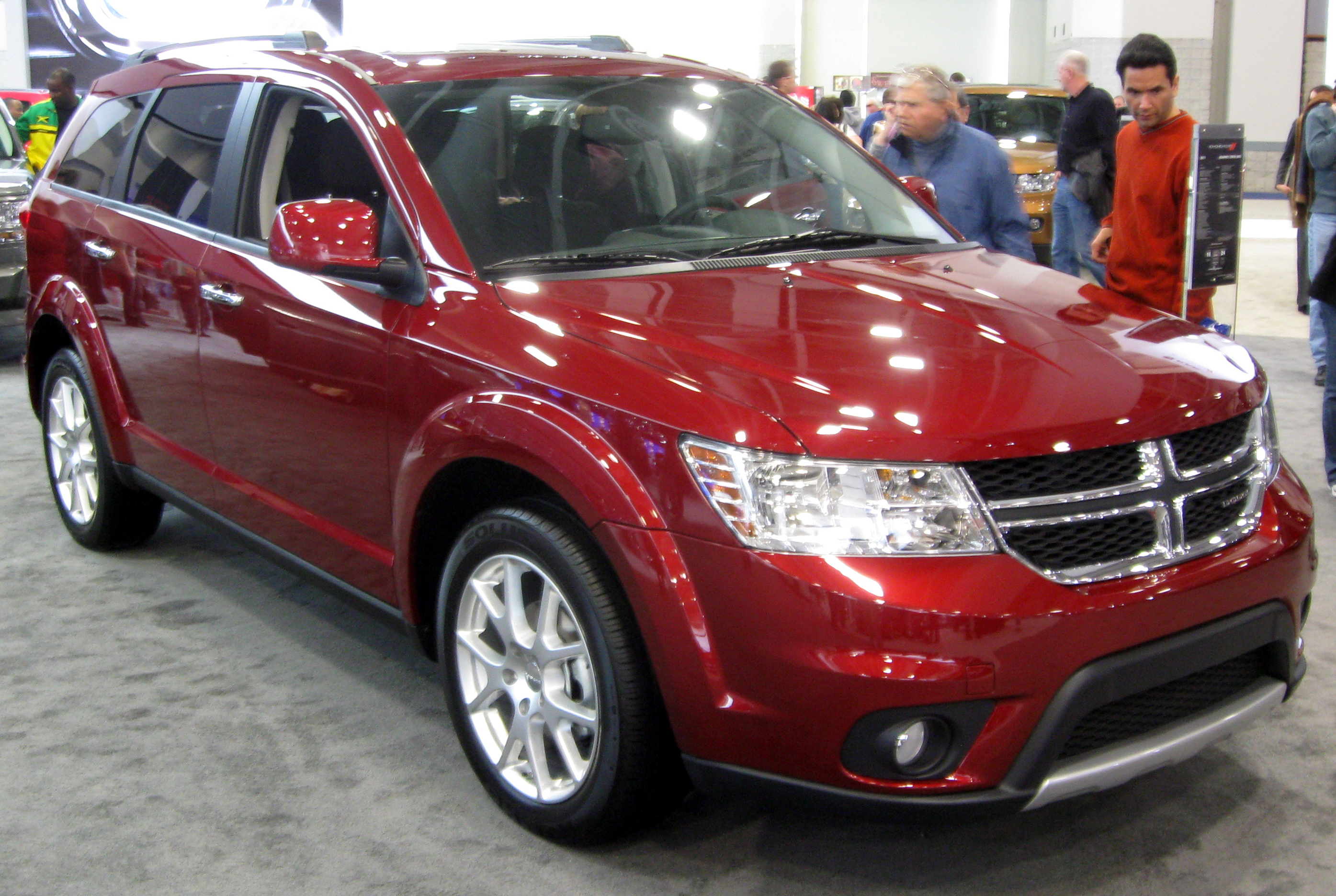
Journey restyling del 2011

Nel 2011 la Dodge Journey riceve una profonda rivisitazione, non solo nei motori. Oltre alle lievi modifiche esterne e alcuni aggiornamenti al telaio, la Journey riceve una completa riprogettazione degli interni, che aumentano notevolmente di qualità.

Dal dicembre 2010 la Journey sparisce dai listini europei e nel giugno 2011 viene sostituita in tutto il vecchio continente con il nuovo modello a marchio FIAT, la Freemont, che adotta i nuovi motori Multijet II 2.0 litri da 140 e 170CV sviluppati da Fiat Powertrain Technologies, andando a sostituire il precedente 2.0 di origine Volkswagen che la Journey adottava per il solo mercato europeo
Fine produzione:
Con la fine del 2020 terminerà la produzione della Dodge Journey e fino alla fine della produzione sarà disponibile solo con un 2.4 multiair 4 cilindri a benzina da 170 cv e con un cambio a 4 rapporti sequenziale automatico e con uno scatto da 0-100 che è intorno ai 14 secondi disponibile solo a trazione anteriore e in due allestimenti, base (con accessori standard, clima automatico, e qualche accessorio come il televisore posteriore e il lettore dvd) o R/T (con cerchi neri più grandi e vernice rossa e pochi accessori in più inclusi e optional).